# Rann de Kutch

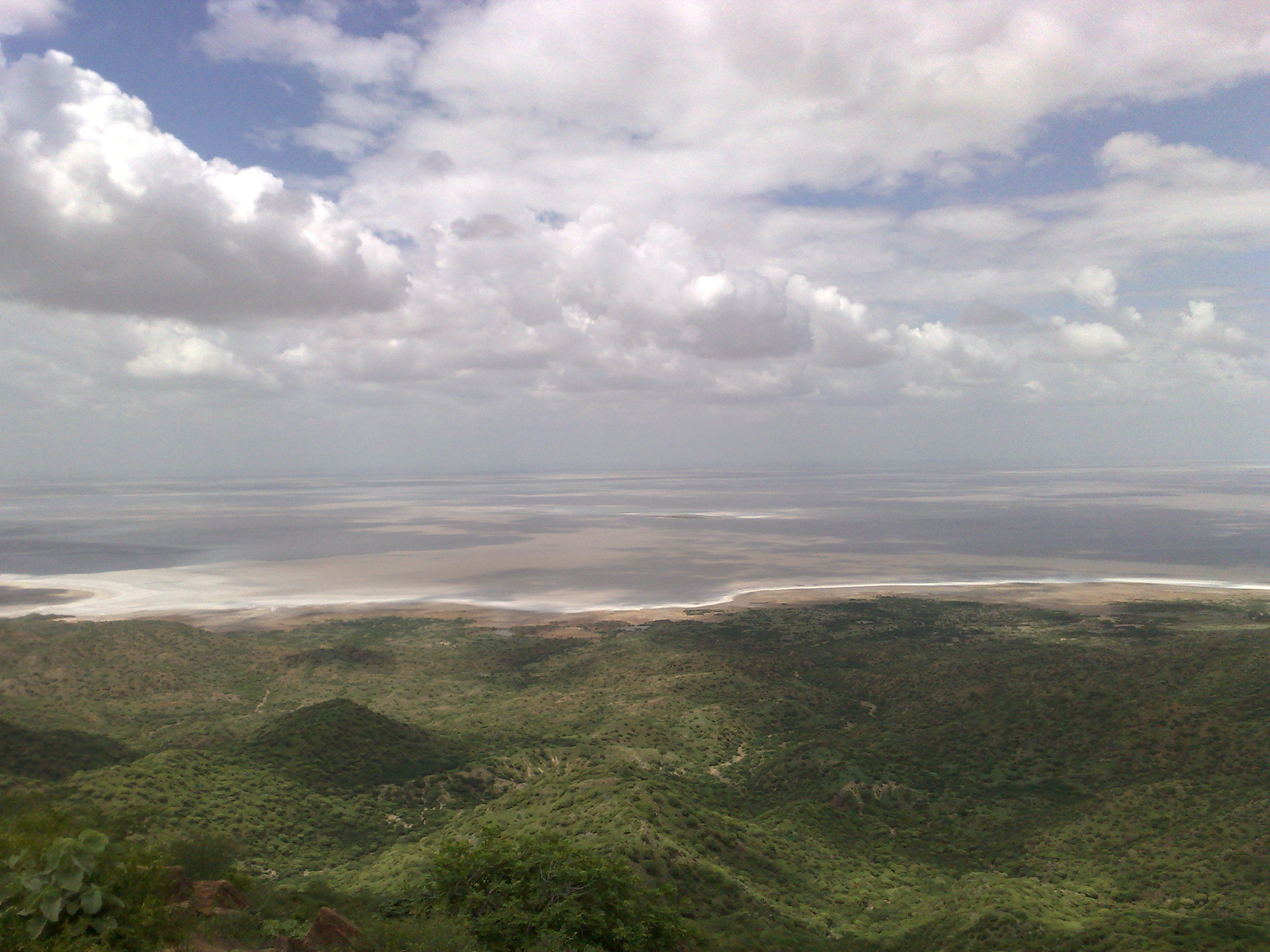
Rann de Kutch

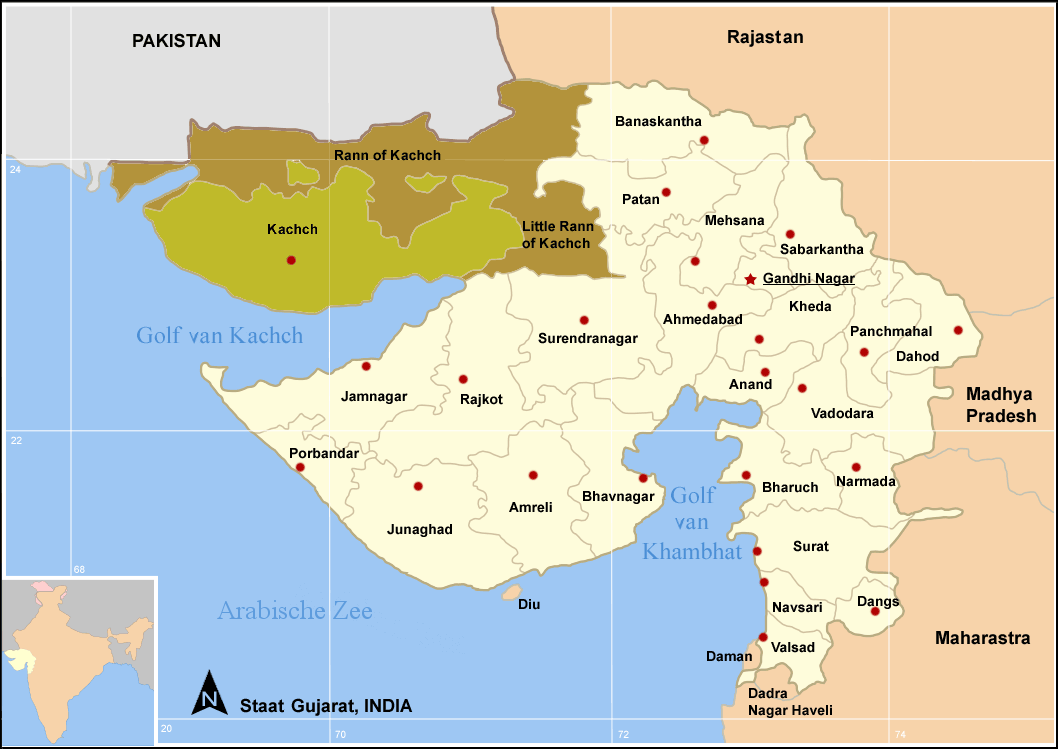
Mapa da região

O Rann de Kutch é uma grande área de pântanos de água salgada localizados principalmente em Gujarat (principalmente no distrito de Kutch),  na Índia e no extremo sul da província de Sind, no Paquistão. Ele é dividido em duas partes principais: Grande Rann de Kutch e Pequeno Rann de Kutch.

## Geografia
O Rann de Kutch está localizado na área biogeográfica do Deserto de Thar, no estado indiano de Gujarat, com algumas partes na província paquistanesa de Sindh. É uma região sazonalmente pantanosa: a palavra Rann significa "pântano salgado", alternando-se com medaks, pedaços de terra mais elevados onde a vegetação cresce. Os cursos d'água Kori e Sir estão localizados no Rann de Kutch, que faz parte do delta do rio Indo.
Kutch é o nome do distrito em Gujarat, onde esta região está situada. A marisma cobre uma enorme área de cerca de 10 mil quilômetros quadrados e está posicionada entre o Golfo de Kutch e a foz do Rio Indo, no sul do Paquistão. Muitos rios localizados no Rajastão e em Gujarat correm através do Rann de Kutch. Dentre eles: Luni, Bhuki, Bharud, Nara, Kharod, Banas, Sarswati, Rupen, Bambhan, Machchhu, etc.

## Importância ecológica

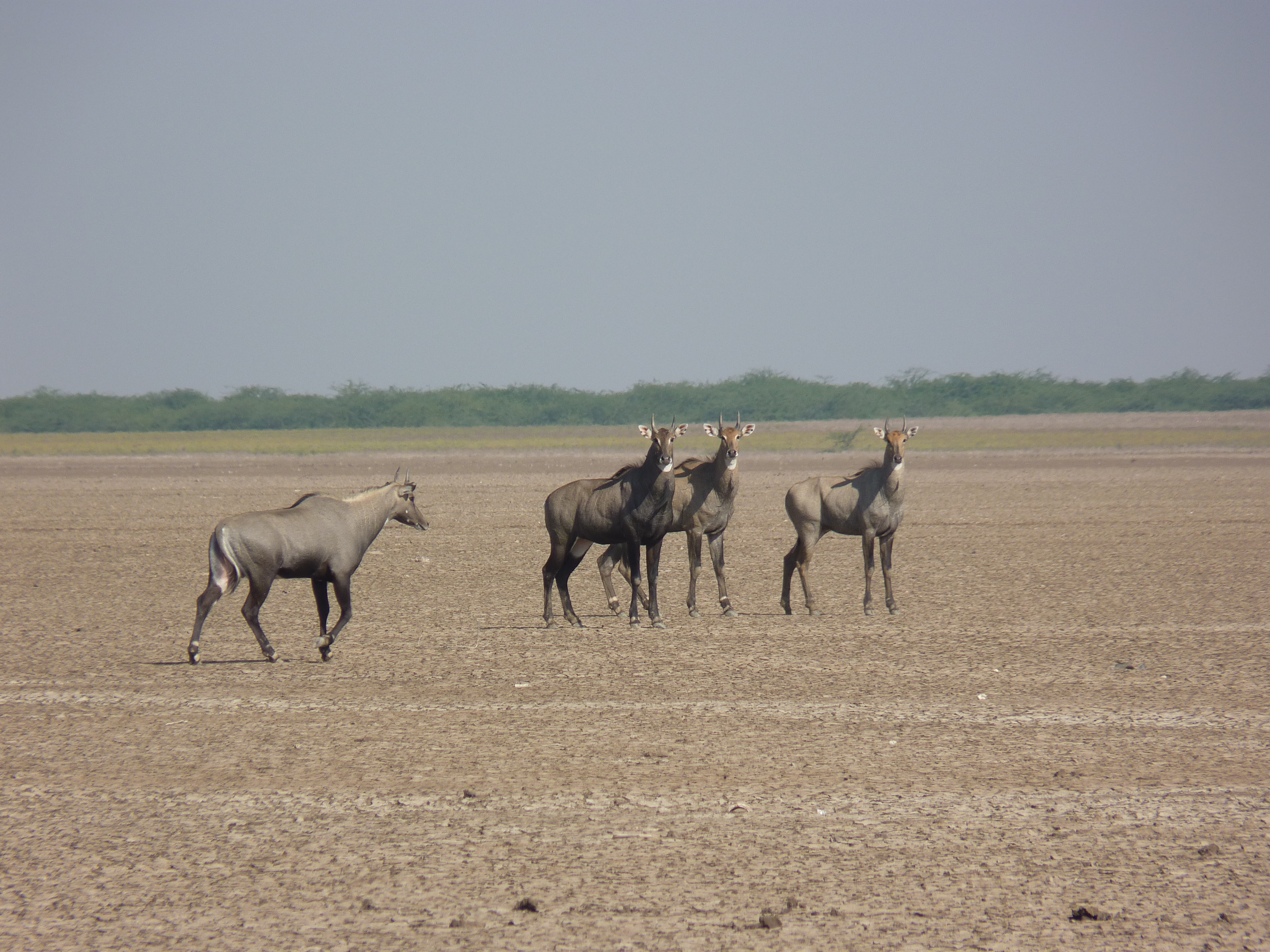
Grupo de nilgai no Pequeno Rann de Kutch

O Rann de Kutch é a único grande zona de vegetação litorânea inundável em toda a região indo-malaia.O fato de que a área possui o deserto de um lado e o mar do outro oferece ao Rann de Kutch uma variedade de ecossistemas, incluindo mangues e vegetação xerófila. As pradarias e desertos de Rann de Kutch são o lar de várias formas de vida selvagem que se adaptaram ao, muitas vezes, adverso ambiente desta vasta área. Estes incluem espécies animais e vegetais endêmicas e ameaçadas de extinção.